# Пулавски окръг
Пулавски окръг (на полски: Powiat puławski) е окръг в Източна Полша, Люблинско войводство. Заема площ от 934,09 км2. Административен център е град Пулави.

## География
Окръгът се намира в историческия регион Малополша. Разположен е в западната част на войводството.

## Население
Населението на окръга възлиза на 116 984 души (2012 г.). Гъстотата е 125 души/км2.

## Административно деление
Административно окръгът е разделен на 11 общини.
Градска община:
- Пулави

Градско-селски общини:
- Община Долни Кажимеж
- Община Наленчов

Селски общини:
- Община Баранов
- Община Вонволница
- Община Жижин
- Община Консковоля
- Община Куров
- Община Маркушов
- Община Пулави
- Община Яновец

## Фотогалерия
- Долни Кажимеж
- Наленчов
- Пулави